# Acide urocanique
L’acide urocanique est un métabolite de la dégradation de l'histidine par désamination non oxydative sous l'effet de l'histidine ammonia-lyase, ou histidase (EC 4.3.1.3), qui libère de l'ammoniac NH3. Dans le foie, il est converti en acide 4-imidazolone-5-propionique par l'urocanate hydratase (EC 4.2.1.49), première étape pour le convertir en acide glutamique.
L'acide urocanique issu de la dégradation de l'histidine est sous forme trans. On le trouve essentiellement dans la sueur et la couche cornée de l'épiderme. Contrairement à ce qui est prétendu, il n'a aucun rôle photoprotecteur contre les effets nocifs des rayons UVB sur l'ADN du matériel génétique des cellules car il est en concentration insuffisante.
Cette concentration en acide trans-urocanique dans l'épiderme proviendrait de la dégradation de la filaggrine, une protéine riche en résidus histidine qui se lie aux fibres de kératine dans les cellules épithéliales. Sous l'effet des rayons UVB, l'acide trans-urocanique est isomérisé en acide cis-urocanique, qui aurait un effet activateur sur l'activité des lymphocytes T régulateurs et un effet réducteur du nombre de cellules de Langerhans.
L'acide urocanique joue également un rôle dans les infections par le parasite nématode Strongyloides stercoralis  puisque la molécule sert de chémoattractant lors du stade larvaire du parasite, lui permettant de se diriger activement vers un hôte. 